# 日本倶楽部
一般社団法人日本倶楽部（にほんくらぶ、英: Nihon Club）は、日本の一般社団法人。明治期日本の政府指導者層によって1898年（明治31年）に設立された、会員制の社交クラブである。

## 概要
- 明治政府が欧化政策を推し進めて、社交界の文化が取り入れられる中で、先行の交詢社、東京倶楽部や華族会館（現「霞会館」）などと共に発足した点で、本倶楽部は社交クラブの草分け的存在である。会員制組織のメルクマールにあたる、会員がもともと帰属する母集団の同質性（例えば、イギリスの階級社会における貴族階層の場合など）に着目した場合に、本倶楽部における発足当初の会員は、主に「政・官財界人、軍人などで、政界人では大臣経験者、官界人では勅任官級以上、財界人では社長級の重要役員、軍人では将官級というような人物」（創立百周年記念祝賀会会長挨拶から引用[7]）に代表される指導者層で構成されていたことが挙げられる。[注釈 1]

- 歴代会長の顔ぶれを見ると、初期の頃はもと幕藩体制の旧藩主に始まって、貴族院議員経験者が続いていて、その後も旧内務・自治官僚や検察官等法務官僚などの高級官僚出身者の系譜が連なっており、今日でも政・官界の指導者層経験者で会員が構成されていることが現れている。現行の役員においても官界の元高級官僚が多く認められる[8]。

- 設立当初の会員数は100人強でスタートしたという[9][10]。明治期で200人、300人規模と増え、大正期にかけて400人規模から800人規模までに増加し、その後、1940（昭和15）年度中に1,000人余に至っている[11]。終戦後、一時期は公職追放の影響もあってか千人を割っているが、1960年代は1,100人規模で推移し、1976（昭和51）年度末の1,340人がピークであった（法人会員数は1963（昭和38）年度末の86社が最多）[12]。1998（平成10）年度末は1,068人を保っていたが[13]、続く約20年間で半減しており、会員の死去という自然減少によるところが大きい。2024（令和6）年1月末時点、会員数465人[2]。

- 女性会員の第1号は、2001（平成13）年3月に入会した佐藤欣子（検察官出身）であった。以降、門戸が開放されて女性会員数が17人に増えている[12]。また、役員の中にも女性理事が含まれている[8]。

- 入会に際しては、既会員2人の紹介を要することが謳われており[14]（本倶楽部の定款第6条も参照[15]）、また、入会金についても大学の入学料[16]に引けを取らない金額を要することは、会員の同質性を保つ上での障壁として機能を果たしている。[注釈 2]

## 沿革
＜この節の主な出典： ＞
- 1897年（明治30年）11月28日 – 近衞篤麿、岡部長職、鳩山和夫主唱のもとに設立趣旨を決定。
- 1898年（明治31年）06月06日 – 貴族院議長官舎において発起人総会を開き規則の制定、委員の選任を行い、日本倶楽部を設立。
- 1921年（大正10年）
  - 07月07日 – 東京市麹町区有楽町1丁目1番地に落成した「日本倶楽部会館」（新館）への移転を完了[25]。
  - 12月24日 – 内務大臣より社団法人の設立が許可される。
- 1963年（昭和38年）07月18日 – 先に地主の三菱地所から申入れのあった「丸の内開発」の企画構想への協力を決定[26]。（なお、経緯について国際ビルヂングの項目も参照。）
- 1964年（昭和39年）05月13日 - 仮移転先の東京都千代田区丸の内2丁目1番2号の千代田ビルヂング地下1階で運営開始[27]。
- 1966年（昭和41年）09月21日 - 本倶楽部が区分所有権を有する、完成後の国際ビルヂング8階への移転を完了[28]。所在地：東京都千代田区丸の内3丁目1番1号 国際ビルヂング8階。
- 1998年（平成10年）06月29日 - 創立百周年記念祝賀会を開催。
- 2013年（平成25年）04月01日 - 一般社団法人に移行（同年3月25日、東京都知事認可）。
- 2022年（令和04年）06月07日 - 国際ビルヂングの建替え（工事期間は2025年度 - 2030年度を予定[29][注釈 3]）のための三菱地所との合意案（本倶楽部が有する区分所有権の権利変換）が令和4年度会員総会で承認される[30]（同年9月27日、国際ビルヂングの建替計画が公表される[31]）。
- 2025年（令和07年）02月下旬 - 東京都千代田区内幸町2丁目2番3号の日比谷国際ビルヂング14階への仮移転を完了[32][2]。

### 歴代会長
＜この節の主な出典： ＞
| 代数 | 人物       | 経歴等                                   | 選任年月日                | 備考       |
| ---- | ---------- | ---------------------------------------- | ------------------------- | ---------- |
| 初代 | 岡部長職   | 貴族院議員、岸和田藩藩主                 | 1898（明治31）年06月06日  |            |
| 02代 | 徳川家達   | 貴族院議員、徳川宗家第16代当主           | 1925（大正14）年05月13日  |            |
| 03代 | 阪谷芳郎   | 貴族院議員、東京市長                     | 1940（昭和15）年10月07日  |            |
| 04代 | 原 嘉道    | 枢密院議長                               | 1942（昭和17）年05月26日  |            |
| 05代 | 水野錬太郎 | 貴族院議員、文部大臣、内務大臣           | 1944（昭和19）年09月14日  |            |
| 06代 | 幣原喜重郎 | 内閣総理大臣                             | 1946（昭和21）年06月21日  |            |
| 07代 | 岩田宙造   | 貴族院議員、司法大臣                     | 1952（昭和27）年04月09日  |            |
| 08代 | 小原 直    | 法務大臣、検察官                         | 1966（昭和41）年04月26日  |            |
| 09代 | 堀切善次郎 | 東京都公安委員長、内務大臣               | 1966（昭和41）年11月24日  |            |
| 10代 | 小林俊三   | 最高裁判所判事                           | 1978（昭和53）年07月24日  |            |
| 11代 | 飯沼一省   | 都市計画中央審議会会長、旧内務省官僚     | 1982（昭和57）年07月14日  |            |
| 12代 | 土屋正三   | 旧内務・警察官僚、山梨県知事、群馬県知事 | 1983（昭和58）年06月02日  |            |
| 13代 | 井本臺吉   | 検事総長                                 | 1987（昭和62）年06月05日  |            |
| 14代 | 鈴木俊一   | 東京都知事                               | 1995（平成07）年06月07日  |            |
| 15代 | 神谷尚男   | 検事総長                                 | 2003（平成15）年06月04日  |            |
| 16代 | 奥野誠亮   | 衆議院議員、旧内務・自治官僚             | 2005（平成17）年06月03日  |            |
| 17代 | 三好 達    | 最高裁判所長官                           | 2009（平成21）年05月03日  |            |
| 18代 | 石原信雄   | 内閣官房副長官                           | 2013（平成25）年05月27日  | [ 注釈 4 ] |
| 19代 | 井嶋一友   | 最高裁判所判事、最高検察庁次長検事       | 2019（令和元）年 5～7月頃 |            |
| 20代 | 小村武     | 大蔵事務次官、日本政策投資銀行総裁       | 2023（令和05）年06月      | [ 36 ]     |